# Tro Bro Leon 2014
La 31e édition du Tro Bro Leon a eu le 19 avril 2014. Cette course cycliste bretonne est la huitième épreuve de la Coupe de France de cyclisme sur route 2014. La course fait partie du calendrier UCI Europe Tour 2014 en catégorie 1.1.

## Présentation

### Équipes
Classé en catégorie 1.1 de l'UCI Europe Tour, le Tro Bro Leon est par conséquent ouvert aux UCI ProTeams dans la limite de 50 % des équipes participantes, aux équipes continentales professionnelles, aux équipes continentales et aux équipes nationales.
Quinze équipes participent à ce Tro Bro Leon - trois ProTeams, six équipes continentales professionnelles et six équipes continentales :
| UCI ProTeams     | UCI ProTeams | UCI ProTeams |
| Nom de l'équipe  | Pays         | Code         |
| ---------------- | ------------ | ------------ |
| AG2R La Mondiale | France       | ALM          |
| Europcar         | France       | EUC          |
| FDJ.fr           | France       | FDJ          |

| Équipes continentales professionnelles | Équipes continentales professionnelles | Équipes continentales professionnelles |
| Nom de l'équipe                        | Pays                                   | Code                                   |
| -------------------------------------- | -------------------------------------- | -------------------------------------- |
| Bretagne-Séché Environnement           | France                                 | BSE                                    |
| Cofidis                                | France                                 | COF                                    |
| IAM                                    | Suisse                                 | IAM                                    |
| MTN-Qhubeka                            | Afrique du Sud                         | MTN                                    |
| Topsport Vlaanderen-Baloise            | Belgique                               | TSV                                    |
| Wanty-Groupe Gobert                    | Belgique                               | WGG                                    |

| Équipes continentales   | Équipes continentales | Équipes continentales |
| Nom de l'équipe         | Pays                  | Code                  |
| ----------------------- | --------------------- | --------------------- |
| BigMat-Auber 93         | France                | BIG                   |
| La Pomme Marseille 13   | France                | LPM                   |
| Rabobank Development    | Pays-Bas              | RDT                   |
| Roubaix Lille Métropole | France                | RLM                   |
| Veranclassic-Doltcini   | Belgique              | VER                   |
| Wallonie-Bruxelles      | Belgique              | WBC                   |

## Classement final
|    | Coureur             | Pays     | Équipe                       |    | Temps           |
| -- | ------------------- | -------- | ---------------------------- | -- | --------------- |
| 1  | Adrien Petit        | France   | Cofidis                      | en | 4 h 56 min 15 s |
| 2  | Flavien Dassonville | France   | BigMat-Auber 93              | +  | 3 s             |
| 3  | Cédric Pineau       | France   | FDJ.fr                       |    | 27 s            |
| 4  | Pierre-Luc Périchon | France   | Bretagne-Séché Environnement |    | 31 s            |
| 5  | Benoît Jarrier      | France   | Bretagne-Séché Environnement |    | 41 s            |
| 6  | Bert-Jan Lindeman   | Pays-Bas | Rabobank Development         |    | 41 s            |
| 7  | Sébastien Turgot    | France   | AG2R La Mondiale             |    | 41 s            |
| 8  | Vincent Jérôme      | France   | Europcar                     |    | 41 s            |
| 9  | Guillaume Levarlet  | France   | Cofidis                      |    | 41 s            |
| 10 | Erwann Corbel       | France   | Bretagne-Séché Environnement |    | 44 s            |

## Liste des participants
- Liste de départ complète

| Légende | Légende                                                                    | Légende | Légende                                                    |
| ------- | -------------------------------------------------------------------------- | ------- | ---------------------------------------------------------- |
| Num     | Dossard de départ porté par le coureur sur ce Tro Bro Leon                 | Pos     | Position à l'arrivée de la course                          |
|         | Indique un maillot de champion national ou mondial, suivi de sa spécialité | NP      | Indique un coureur qui n'a pas pris le départ de la course |
| AB      | Indique un coureur qui n'a pas terminé la course                           | HD      | Indique un coureur qui a terminé la course hors des délais |

| FDJ.fr FDJ | FDJ.fr FDJ                     | FDJ.fr FDJ |
| ---------- | ------------------------------ | ---------- |
| Num        | Coureur                        | Pos        |
| 1          | Francis Mourey (FRA)           | 11e        |
| 2          | Laurent Mangel (FRA)           | AB         |
| 3          | Geoffrey Soupe (FRA)           | AB         |
| 4          | Johan Le Bon (FRA)             | 40e        |
| 5          | Pierre-Henri Lecuisinier (FRA) | AB         |
| 6          | Anthony Geslin (FRA)           | AB         |
| 7          | Laurent Pichon (FRA)           | 14e        |
| 8          | Cédric Pineau (FRA)            | 3e         |

| AG2R La Mondiale ALM | AG2R La Mondiale ALM     | AG2R La Mondiale ALM |
| -------------------- | ------------------------ | -------------------- |
| Num                  | Coureur                  | Pos                  |
| 11                   | Samuel Dumoulin (FRA)    | 22e                  |
| 12                   | Steve Chainel (FRA)      | 33e                  |
| 13                   | Maxime Daniel (FRA)      | AB                   |
| 14                   | Alexis Gougeard (FRA)    | AB                   |
| 15                   |                          |                      |
| 16                   | Yauheni Hutarovich (BLR) | 30e                  |
| 17                   | Lloyd Mondory (FRA)      | 12e                  |
| 18                   | Sébastien Turgot (FRA)   | 7e                   |

| Europcar EUC | Europcar EUC            | Europcar EUC |
| ------------ | ----------------------- | ------------ |
| Num          | Coureur                 | Pos          |
| 21           | Jimmy Engoulvent (FRA)  | 35e          |
| 22           | Yohann Gène (FRA)       | 13e          |
| 23           | Romain Guillemois (FRA) | AB           |
| 24           | Tony Hurel (FRA)        | 25e          |
| 25           | Vincent Jérôme (FRA)    | 8e           |
| 26           | Morgan Lamoisson (FRA)  | AB           |
| 27           | Bryan Nauleau (FRA)     | AB           |
| 28           | Alexandre Pichot (FRA)  | 27e          |

| Bretagne-Séché Environnement BSE | Bretagne-Séché Environnement BSE | Bretagne-Séché Environnement BSE |
| -------------------------------- | -------------------------------- | -------------------------------- |
| Num                              | Coureur                          | Pos                              |
| 31                               | Brice Feillu (FRA)               | AB                               |
| 32                               | Pierre-Luc Périchon (FRA)        | 4e                               |
| 33                               | Benoît Jarrier (FRA)             | 5e                               |
| 34                               | Erwann Corbel (FRA)              | 10e                              |
| 35                               | Christophe Laborie (FRA)         | 37e                              |
| 36                               | Florian Vachon (FRA)             | 39e                              |
| 37                               | Anthony Delaplace (FRA)          | 32e                              |
| 38                               | Arnaud Gérard (FRA)              | 38e                              |

| Cofidis COF | Cofidis COF              | Cofidis COF |
| ----------- | ------------------------ | ----------- |
| Num         | Coureur                  | Pos         |
| 41          | Julien Fouchard (FRA)    | AB          |
| 42          | Egoitz García (ESP)      | 29e         |
| 43          | Gert Jõeäär (EST)        | 46e         |
| 44          | Romain Lemarchand (FRA)  | AB          |
| 45          | Adrien Petit (FRA)       | 1er         |
| 46          | Guillaume Levarlet (FRA) | 9e          |
| 47          | Clément Venturini (FRA)  | AB          |
| 48          | Louis Verhelst (BEL)     | AB          |

| IAM | IAM                     | IAM |
| --- | ----------------------- | --- |
| Num | Coureur                 | Pos |
| 51  | Marcel Aregger (SUI)    | AB  |
| 52  | Jonathan Fumeaux (SUI)  | AB  |
| 53  | Sébastien Hinault (FRA) | 17e |
| 54  | Kevyn Ista (BEL)        | AB  |
| 55  | Patrick Schelling (SUI) | 52e |
| 56  |                         |     |
| 57  | Matteo Pelucchi (ITA)   | AB  |
| 58  |                         |     |

| Topsport Vlaanderen-Baloise TSV | Topsport Vlaanderen-Baloise TSV | Topsport Vlaanderen-Baloise TSV |
| ------------------------------- | ------------------------------- | ------------------------------- |
| Num                             | Coureur                         | Pos                             |
| 61                              | Jasper De Buyst (BEL)           | AB                              |
| 62                              | Kenneth Vanbilsen (BEL)         | 20e                             |
| 63                              | Tim Declercq (BEL)              | 24e                             |
| 64                              | Moreno De Pauw (BEL)            | AB                              |
| 65                              | Victor Campenaerts (BEL)        | AB                              |
| 66                              | Otto Vergaerde (BEL)            | AB                              |
| 67                              |                                 |                                 |
| 68                              | Jonas Rickaert (BEL)            | AB                              |

| Wanty-Groupe Gobert WGG | Wanty-Groupe Gobert WGG  | Wanty-Groupe Gobert WGG |
| ----------------------- | ------------------------ | ----------------------- |
| Num                     | Coureur                  | Pos                     |
| 71                      | Frederik Backaert (BEL)  | 28e                     |
| 72                      | Tim De Troyer (BEL)      | AB                      |
| 73                      | Frederik Veuchelen (BEL) | AB                      |
| 74                      | Jérôme Gilbert (BEL)     | AB                      |
| 75                      | Grégory Habeaux (BEL)    | AB                      |
| 76                      | Danilo Napolitano (ITA)  | AB                      |
| 77                      | Jan Ghyselinck (BEL)     | AB                      |
| 78                      |                          |                         |

| MTN-Qhubeka MTN | MTN-Qhubeka MTN           | MTN-Qhubeka MTN |
| --------------- | ------------------------- | --------------- |
| Num             | Coureur                   | Pos             |
| 81              | Bradley Potgieter (RSA)   | AB              |
| 82              | Kristian Sbaragli (ITA)   | 15e             |
| 83              | Jacobus Venter (RSA)      | 36e             |
| 84              | Youcef Reguigui (ALG)     | AB              |
| 85              | Martin Wesemann (RSA)     | NP              |
| 86              |                           |                 |
| 87              | Ignatas Konovalovas (LTU) | AB              |
| 88              |                           |                 |

| BigMat-Auber 93 BIG | BigMat-Auber 93 BIG       | BigMat-Auber 93 BIG |
| ------------------- | ------------------------- | ------------------- |
| Num                 | Coureur                   | Pos                 |
| 91                  | Flavien Dassonville (FRA) | 2e                  |
| 92                  | Alo Jakin (EST)           | 34e                 |
| 93                  | Pierre Gouault (FRA)      | 51e                 |
| 94                  | Dimitri Le Boulch (FRA)   | AB                  |
| 95                  | Stéphane Rossetto (FRA)   | AB                  |
| 96                  | Steven Tronet (FRA)       | AB                  |
| 97                  | Théo Vimpère (FRA)        | 41e                 |
| 98                  | Yannis Yssaad (FRA)       | AB                  |

| La Pomme Marseille 13 LPM | La Pomme Marseille 13 LPM | La Pomme Marseille 13 LPM |
| ------------------------- | ------------------------- | ------------------------- |
| Num                       | Coureur                   | Pos                       |
| 101                       | Benjamin Giraud (FRA)     | 16e                       |
| 102                       | Domingos Gonçalves (POR)  | AB                        |
| 103                       | José Gonçalves (POR)      | AB                        |
| 104                       | Julien El Fares (FRA)     | AB                        |
| 105                       | Yoann Paillot (FRA)       | 42e                       |
| 106                       | Thomas Rostollan (FRA)    | 50e                       |
| 107                       | Justin Jules (FRA)        | 49e                       |
| 108                       | Thomas Vaubourzeix (FRA)  | AB                        |

| Roubaix Lille Métropole RLM | Roubaix Lille Métropole RLM | Roubaix Lille Métropole RLM |
| --------------------------- | --------------------------- | --------------------------- |
| Num                         | Coureur                     | Pos                         |
| 111                         | Rudy Barbier (FRA)          | 21e                         |
| 112                         | Timothy Dupont (BEL)        | 54e                         |
| 113                         | Julien Duval (FRA)          | AB                          |
| 114                         | Quentin Jauregui (FRA)      | AB                          |
| 115                         | Jean-Lou Paiani (FRA)       | 44e                         |
| 116                         | Franck Vermeulen (FRA)      | AB                          |
| 117                         | Rudy Kowalski (FRA)         | 43e                         |
| 118                         | Jimmy Turgis (FRA)          | 47e                         |

| Veranclassic-Doltcini VER | Veranclassic-Doltcini VER       | Veranclassic-Doltcini VER |
| ------------------------- | ------------------------------- | ------------------------- |
| Num                       | Coureur                         | Pos                       |
| 121                       | Steve Bekaert (BEL)             | AB                        |
| 122                       | Gilles Devillers (BEL)          | AB                        |
| 123                       | Gorik Gardeyn (BEL)             | AB                        |
| 124                       | Frederik Vandewiele (BEL)       | AB                        |
| 125                       | Francesco Van Coppernolle (BEL) | AB                        |
| 126                       | Sébastien Rosseler (BEL)        | AB                        |
| 127                       | Yu Takenouchi (JPN)             | AB                        |
| 128                       | Kevin Verwaest (BEL)            | AB                        |

| Wallonie-Bruxelles WBC | Wallonie-Bruxelles WBC  | Wallonie-Bruxelles WBC |
| ---------------------- | ----------------------- | ---------------------- |
| Num                    | Coureur                 | Pos                    |
| 131                    | Quentin Bertholet (BEL) | AB                     |
| 132                    | Florent Mottet (BEL)    | AB                     |
| 133                    | Tom Dernies (BEL)       | 26e                    |
| 134                    | Laurent Évrard (BEL)    | 31e                    |
| 135                    | Jonathan Dufrasne (BEL) | AB                     |
| 136                    | Julien Stassen (BEL)    | 45e                    |
| 137                    | Antoine Demoitié (BEL)  | 18e                    |
| 138                    | Boris Dron (BEL)        | AB                     |

| Rabobank Development RDT | Rabobank Development RDT | Rabobank Development RDT |
| ------------------------ | ------------------------ | ------------------------ |
| Num                      | Coureur                  | Pos                      |
| 141                      | Mike Teunissen (NED)     | 23e                      |
| 142                      | Emiel Dolfsma (NED)      | 55e                      |
| 143                      | Piotr Havik (NED)        | 56e                      |
| 144                      | André Looij (NED)        | 53e                      |
| 145                      | Maarten van Trijp (NED)  | 48e                      |
| 146                      | Jeroen Meijers (NED)     | AB                       |
| 147                      | Timo Roosen (NED)        | 19e                      |
| 148                      | Bert-Jan Lindeman (NED)  | 6e                       |